# زونمود
زونمود هي مدينة، في منغوليا، تقع في محافظة توف، بلغ عدد سكانها 18,048 نسمة.